# 6e régiment du matériel
Pour les articles homonymes, voir 6e régiment.
Le 6e régiment du matériel (6e RMAT) est un régiment de soutien de l'Armée de terre française. Appartenant à l'arme du Matériel, c'est un régiment constamment déployé sur l'ensemble des théâtres d'opérations de l'Armée française.
Le 6e régiment du matériel est le pilier de la maintenance opérationnelle des équipements de près d'un quart de l'Armée de terre. Composé de militaires à la fois combattants et techniciens (spécialisés en mécanique, en armement, en optique, dans le domaine des approvisionnements, etc.), chacun des soldats du régiment possède ces deux "casquettes", ce métier double particulièrement exigeant : militaire et technicien.
Le régiment est capable d'accueillir et de soutenir les systèmes d'armes de l'Armée de terre à la pointe de la technologie. Le 6e régiment du matériel dispose notamment de compétences uniques pour assurer le soutien des matériels de hautes technologies tels que les engins de déminage (véhicules Buffalo et Arravis) particulièrement nécessaires en bande sahélo-saharienne ; le Lance-Roquette Unitaire (véhicule LRU) qui a été déployé au Mali ; les équipements en guerre électronique (écoute, brouillage, etc.) ; ou encore le système FELIN (Fantassin à Equipements et Liaison INtégrés).
Les militaires du 6e régiment du matériel, à la fois combattants aguerris et mécaniciens éprouvés, et son personnel civil assurent donc la maintenance des équipements des régiments en métropole et en opérations extérieures, en atelier comme dans les conditions les plus rustiques.
Depuis le début des années 1990, le régiment a été engagé - en régiment constitué ou avec ses compagnies - dans toutes les opérations extérieures de l'Armée de terre : ex-Yougoslavie, Tchad, Kosovo, Djibouti, Irak, Liban, Côte d'Ivoire, République Centrafricaine, Afghanistan et Mali.
Les militaires du régiment patrouillent également au cœur des villes françaises dans le cadre de l'opération Sentinelle.

## Composition

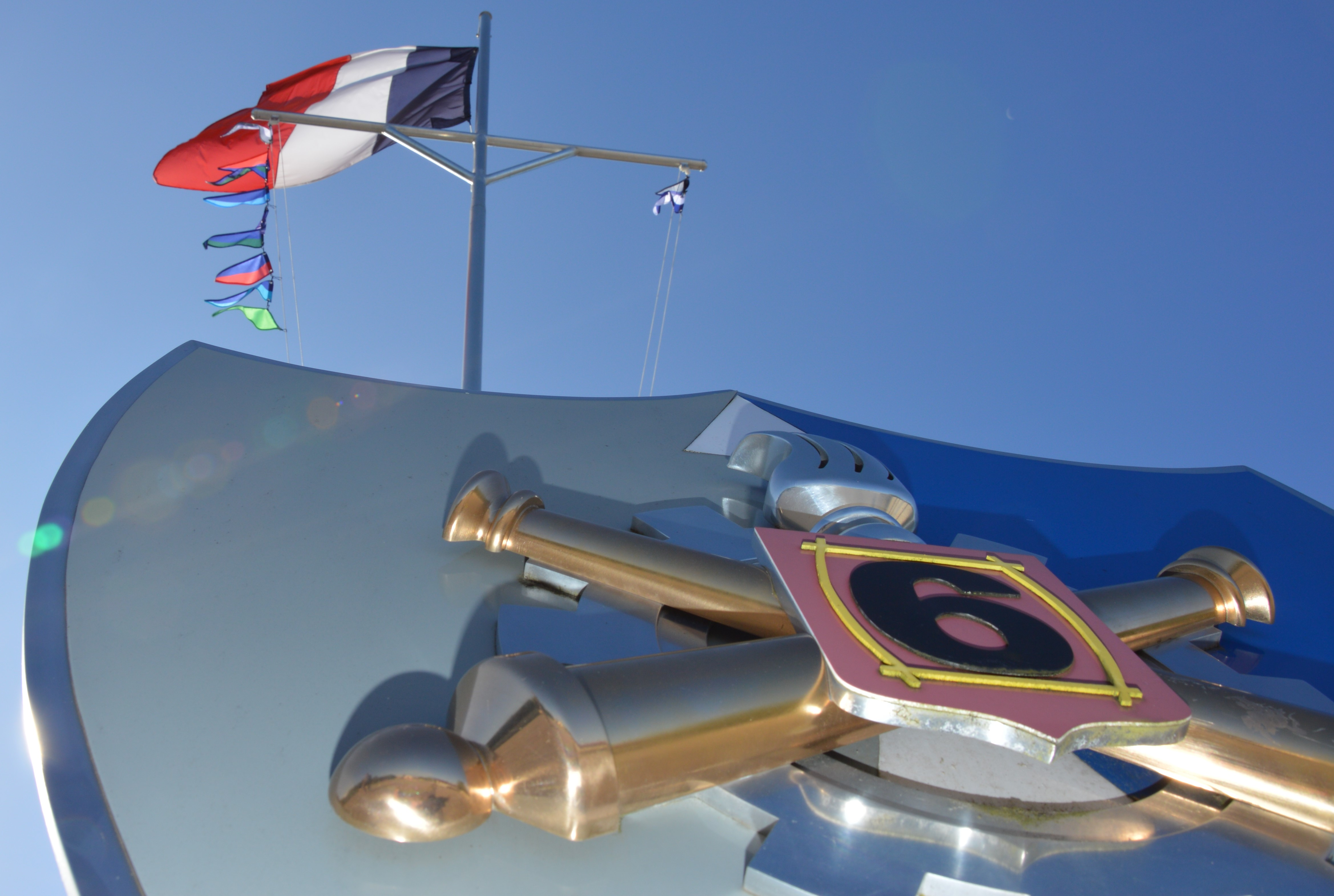
Mât des couleurs 6e régiment du matériel.

Le 6e régiment du matériel est implanté sur trois sites :
- la portion centrale de Besançon en Franche-Comté (base de Défense de Besançon) ;
- le détachement de Gresswiller en Alsace (base de Défense de Strasbourg) ;
- le détachement de Woippy en Lorraine (base de Défense de Metz).

Le régiment est composé de onze compagnies projetables : 
- 1 compagnie de commandement et de logistique ;
- 5 compagnies de maintenance mobilité terrestre ;
- 1 compagnie de maintenance électronique d'armement ;
- 1 compagnie multitechnique ;
- 1 compagnie approvisionnement ;
- 2 compagnies de réserve.

Le 6e régiment du matériel compte près de 1 100 personnes (1 200 en organisation) réparties en deux tiers de militaires, à la fois combattants et techniciens, et d'un tiers de civils assurant une "base arrière" et une continuité des activités techniques en métropole lors des nombreuses et récurrentes projections du personnel militaire à l'étranger.
Il fait partie de la brigade de maintenance.

## Histoire

### Le6erégiment du matériel à Rastatt
Le 6e régiment du matériel est créé le 1er juillet 1985 à Rastatt en Allemagne à partir du 202e groupement réparation mobilité de corps d'armée, du 52e groupement réparation mobilité, de la 608e compagnie d'appui et de réparation des matériels et du 753e groupement munitions. Il hérite des traditions des unités du matériel en Afrique du Nord avec l'armée B puis la 1re armée.
De 1985 à 1991, il est chargé du soutien des éléments organiques du 2e corps d'armée.
- Site principal de Rastatt :
  - état-major et compagnie de commandement et de soutien ;
  - 2e compagnie de soutien multi-technique ;
  - 3e compagnie de soutien électronique (avec un détachement à Landau) ;
  - 4e compagnie des approvisionnements ;
  - 5e compagnie munitions (avec des détachements à Stetten et  Breithülen).
- Site de Spire :
  - 1re compagnie de soutien multi-technique (avec un détachement à Pforzheim).

À partir de 1993, le 6e régiment du matériel est la seule formation du matériel des forces françaises stationnées en Allemagne. Il assure le soutien de la 1re division blindée, dernière division française stationnée en Allemagne.
- Site de Rastatt :
  - état-major et compagnie de commandement et de soutien ;
  - 5e compagnie des approvisionnements ;
  - 7e compagnie de maintenance électronique ;
  - 8e compagnie de maintenance mobilité.
- Site de Villingen :
  - 2e compagnie de maintenance mobilité.
- Site de Breisach :
  - 3e compagnie de maintenance artillerie.
- Site de Landau :
  - 1re compagnie de maintenance mobilité.
- Site de Saarburg :
  - 3e compagnie de maintenance mobilité.
- Site de Stetten :
  - 6e compagnie munitions.
- Site de Trèves :
  - 9e direction mobile du matériel.
- Site d'Offenbourg :
  - 10e direction mobile du matériel.

Le 6e régiment du matériel est dissous le 30 juin 1999.

### Le6erégiment du matériel à Phalsbourg
Le régiment est immédiatement recréé le 1er juillet 1999 à Phalsbourg. Il est réparti sur quatre sites en Alsace et en Lorraine.
- Site de Phalsbourg :
  - état-major et compagnie de commandement et de logistique ;
  - compagnie base d'instruction ;
  - 1re compagnie de maintenance mobilité ;
  - 4e et 5e compagnies de maintenance ALAT.
- Site de Gresswiller :
  - poste de commandement projetable ;
  - 3e et 12e compagnies de maintenance électronique et armement ;
  - 6e et 13e compagnies des approvisionnements ;
  - 11e compagnie de maintenance multi-technique.
- Site de Bitche :
  - 2e compagnie de soutien d'artillerie.
- Site de Neubourg :
  - 14e compagnie munitions.

### Le6erégiment du matériel à Besançon
En 2005, la portion centrale du régiment quitte Phalsbourg pour rejoindre Besançon (tandis que la 15e base de soutien du matériel provenant de Besançon s'installe à Phalsbourg) et le dépôt de munitions de Neubourg est rattaché au 1er régiment du matériel.
En 2010, la compagnie de maintenance mobilité de Toul-Domgermain, auparavant rattachée au 1er RMAT, intègre le régiment puis est transférée à Gresswiller. En 2012, la 1re compagnie de maintenance mobilité de Belfort-Fougerais et ses sections détachées rejoignent Besançon.
Projeté pendant six mois fin 2012 en Afghanistan, il a réalisé le désengagement des emprises françaises de Kapisa et de Surobi en soutenant les dernières unités combattantes du théâtre d'opérations.

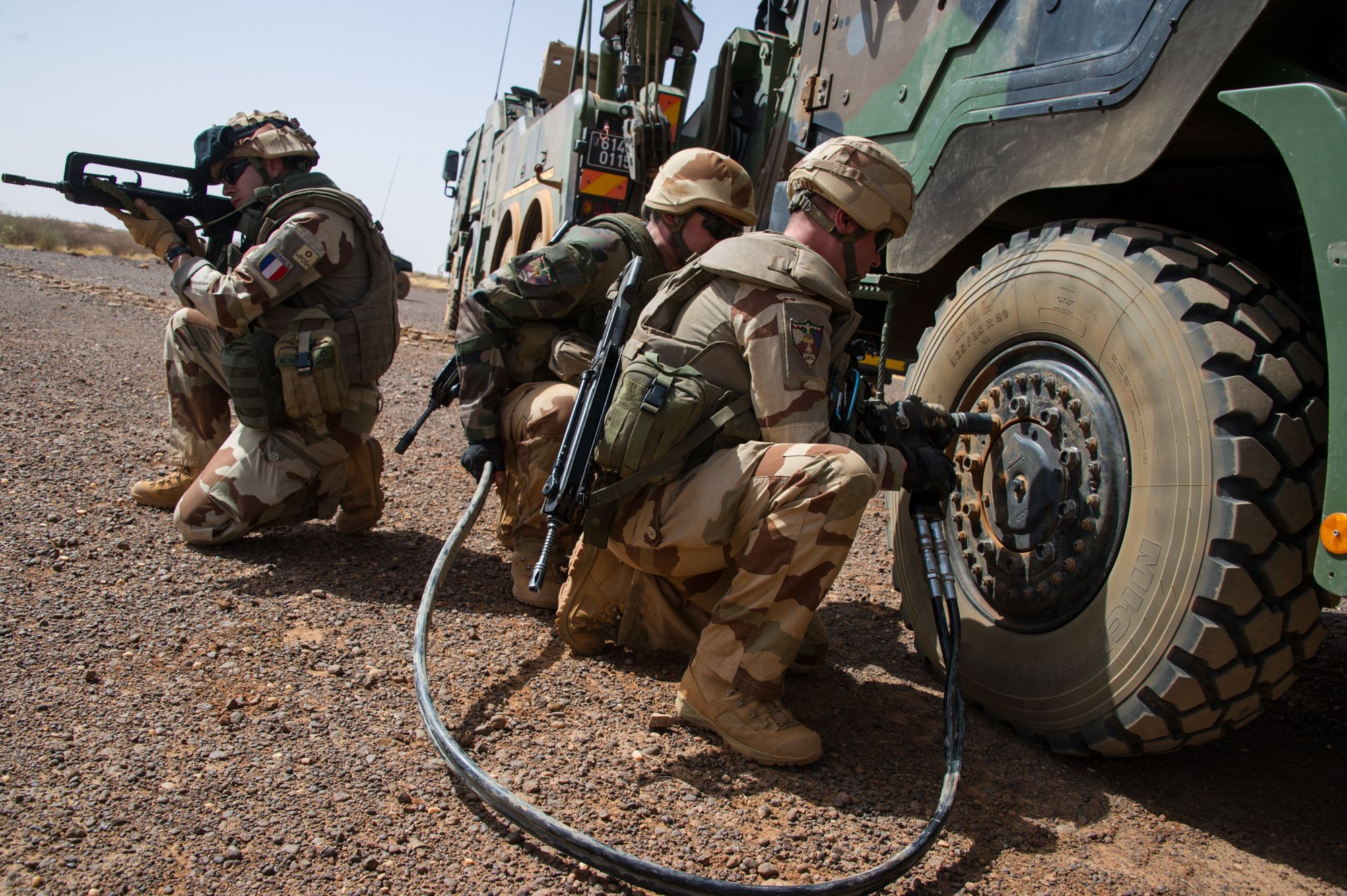
6e régiment du matériel en opération.

De fin janvier à mai 2017, il a armé le bataillon logistique "Jura" assurant le soutien des forces françaises engagées au Mali au sein de l'opération Barkhane.
À l'été 2017, le détachement de Woippy du 8e régiment du matériel (ex-portion centrale du 1er RMAT) est rattaché au 6e RMAT. Le régiment s'organise alors de la façon suivante :
- Site de Besançon :
  - état-major et compagnie de commandement et de logistique ;
  - 1re et 2e compagnies de maintenance mobilité ;
  - unité d'intervention de réserve.
- Site de Gresswiller :
  - 3e et 5e compagnies de maintenance mobilité ;
  - 6e compagnie des approvisionnements ;
  - 7e compagnie de maintenance électronique et armement.
- Site de Woippy :
  - 4e compagnie de maintenance mobilité ;
  - 8e compagnie de maintenance multi-technique.

## Particularités
Le 6e régiment du matériel a défilé sur les Champs-Élysées le 14 juillet 2017. Il y avait plus de dix années que le régiment n'avait pas été mis à l'honneur sur « la plus belle avenue du monde ». De surcroît, les deux tiers des défilants revenaient depuis un mois du Mali. En effet, son chef de corps et ses capitaines commandants de compagnies étaient encore, quelques semaines auparavant, en opérations dans le désert malien.

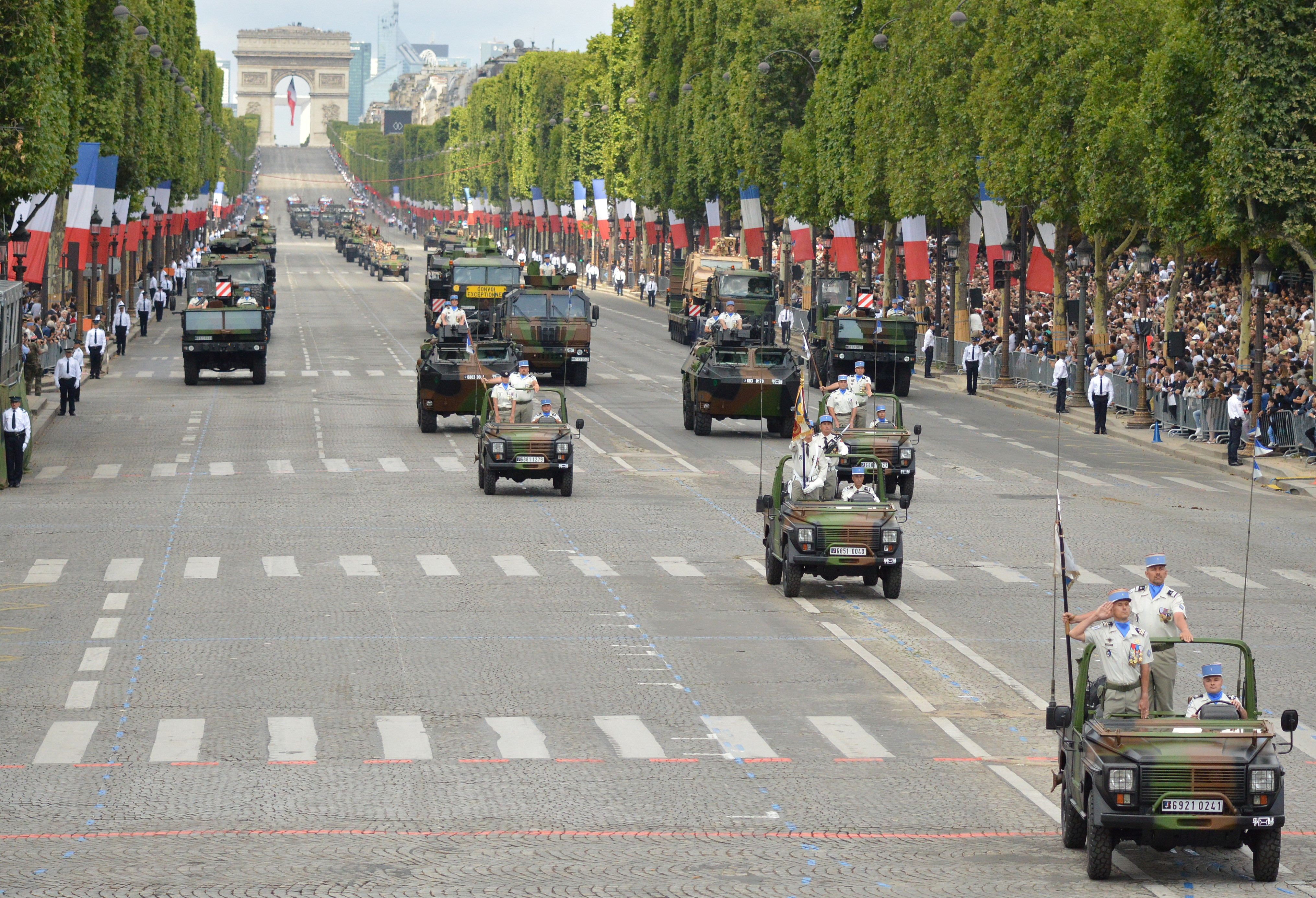
Défilé du 14 juillet 2017 - champs Élysées - 6e régiment du matériel.

Le 6e régiment du matériel est également le seul régiment à être jumelé avec un département français : le Jura. Et bien que cela soit plus classique, chacune des dix compagnies du régiment est jumelée avec une commune voisine. Ces jumelages permettent de renforcer l'action des forces armées dans un contexte sécuritaire sensible et de favoriser le lien Armée-Nation.

## Chefs de corps
- Depuis le 21 juin 2024 : colonel Philippe LE BOT
- 2021-2024 : colonel Guillaume Sachau
- 2019-2021 : colonel Ambroise Delassus
- 2016-2019 : colonel Vincent Monfrin
- 2014-2016 : colonel Faudais S.
- 2011-2014 : colonel Gasançon C.
- 2009-2011 : colonel Barloy D.
- 2007-2009 : colonel Laval E.
- 2005-2007 : colonel Calas S.
- 2003-2005 : colonel Muller D.
- 2001-2003 : colonel Dick JL.
- 1999-2001 : colonel Henaut D.
- 1997-1999 : colonel de Becdelievre O.
- 1995-1997 : colonel Hoehr JC.
- 1993-1995 : colonel Launay JL.
- 1991-1993 : colonel Latappy J.
- 1989-1991 : colonel Moinard A.
- 1987-1989 : colonel Renucci JM.
- 1985-1987 : colonel Neuville J.

## Insigne

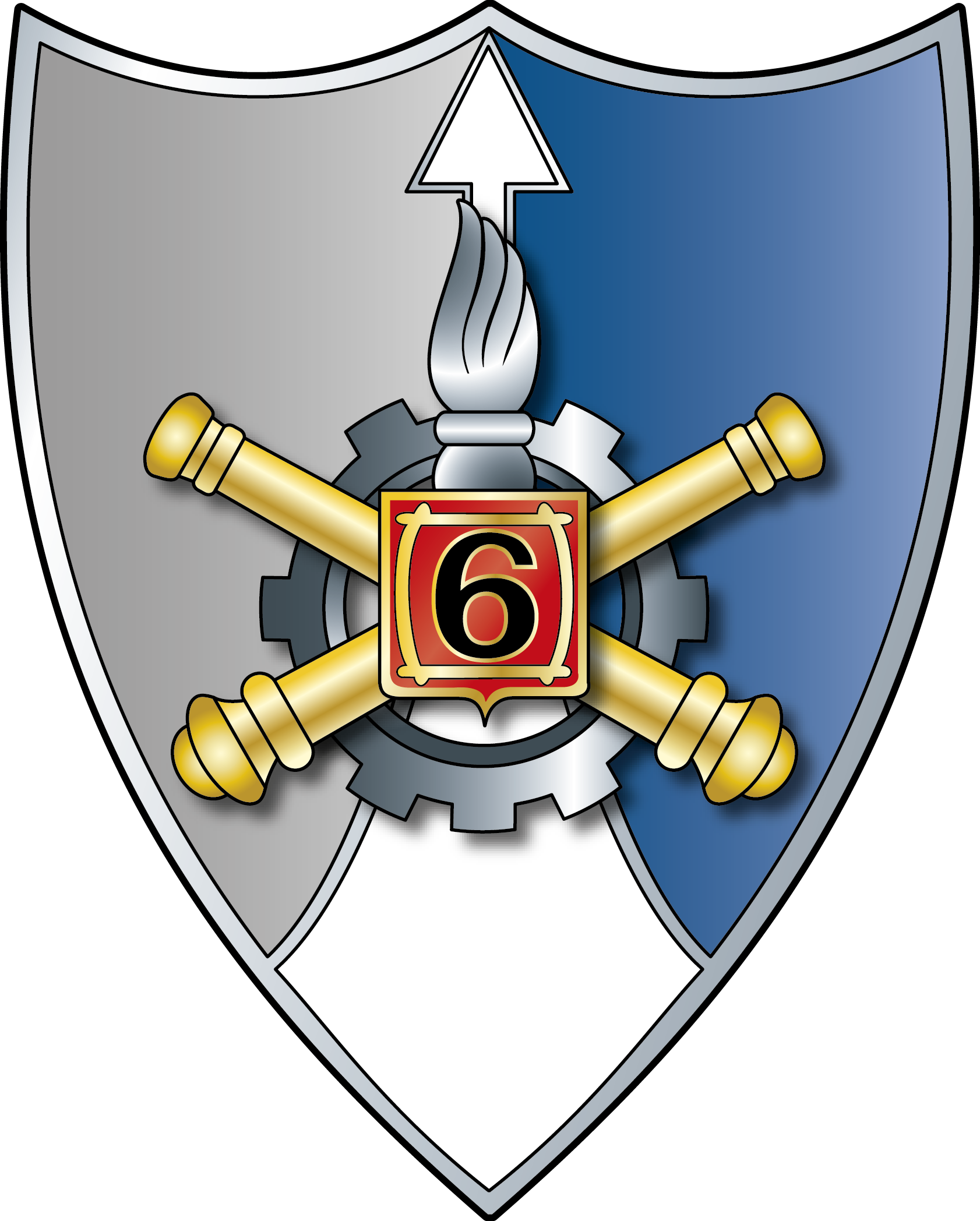
Insigne du 6e RMAT.

- L'insigne du régiment reprend celui du 2e corps d'armée. À sa création, le 6e RMAT soutenait les formations du 2e corps qui était alors stationné en Allemagne ;
- Les couleurs d'origine de l'insigne du 2e corps sont remplacées par le bleu et le gris, couleurs de l'arme du matériel ;
- La roue dentée et les deux canons en sautoir sont les attributs du matériel. La grenade d'argent à neuf flammes est le symbole des munitions ;
- Le chiffre 6 se trouve en son centre.